# Pet Airways
 (avril 2022).
Pour les articles homonymes, voir Pet.
Pet Airways était une compagnie aérienne américaine basée à Delray Beach, en Floride, spécialisée dans le transport aérien d'animaux de compagnie qui opéra entre 2009 et 2011. La compagnie prétendait être la première conçue spécifiquement pour le transport d'animaux de compagnie où ceux-ci volaient dans la cabine principale et non dans la soute. Après que Pet Airways ait cessé ses activités en 2011, sa maison mère, PAWS Pet Company Inc., est passé dans le domaine pharmaceutique et a changé son nom en Praxsyn Corporation.
En avril 2021, 10 ans après la fin de ses activités, le site Internet de Pet Airways indiquait que la compagnie prévoyait de relancer ses vols après la  pandémie de COVID-19, "espérant pour mi-2022".

## Histoire
L'entreprise a été fondée par Dan Wiesel et Alysa Binder, qui ont eu l'idée lors de la planification d'un voyage aérien avec leur chien,. Le lancement de la société a été financé par un groupe d'investisseurs.
La compagnie a opéré de 2009 à 2011, avant de cesser ses vols. Au moment de l'arrêt des opérations, plus de 9 000 animaux de compagnie avaient été transportés.
En février 2012, le New York Times rapporta que Pet Airways avait rencontré des problèmes financiers. Dans un dossier réglementaire ce même mois, la société déclara: « Nous avons connu un historique de pertes et n'avons pas encore commencé à générer des flux de trésorerie positifs provenant des opérations et, par conséquent, nos auditeurs ont soulevé des doutes substantiels quant à notre capacité à continuer. » En 2011, la compagnie aérienne cessa définitivement ses activités.

## Services
Lorsque la compagnie aérienne a commencé en 2009, le billet d'avion par animal commençait à 150 $,,,  et était basé sur la taille de l'animal et la distance parcourue. Le coût moyen était d'environ 500 $ par vol, bien qu'un vol individuel puisse coûter plus de 1 200 $ pour un gros animal. Les vols pouvaient être réservés en ligne.
Les animaux de compagnie («pawsengers», dans la terminologie de la compagnie, mot valise traduisible par « pattengers ») étaient enregistrés dans un salon réservé aux animaux de compagnie dans chaque aéroport où la compagnie aérienne opérait. Les propriétaires pouvaient suivre leurs animaux de compagnie en vol via le site Internet de la compagnie. Le personnel de la compagnie aérienne faisaient faire des promenades à tous les animaux  avant l'embarquement et des pauses toilettes. Pendant le vol, les animaux de compagnie étaient sous la garde de préposés formés qui les contrôlaient  au moins toutes les 15 minutes pendant toute la durée du vol.

## Destinations
La compagnie lança son premier vol hebdomadaire le 14 juillet 2009, desservant neuf villes américaines : New York, Baltimore / Washington, DC, Chicago, Omaha, Fort Lauderdale, Atlanta, Phoenix, Denver et Los Angeles. En avril 2011, elle a annoncé l'ajout de trois destinations au Texas (Dallas, Houston et Austin), St. Louis et Orlando, mais n'a pas débuté ses liaisons. Pet Airways avait annoncé son intention de s'étendre à 25 villes d'ici la fin de 2011.

En avril 2011, Pet Airways desservait 11 destinations, : 
| Arizona - Mesa (aéroport de Mesa-Falcon Field, Phoenix metropolitan area (en)) Californie - Hawthorne, comté de Los Angeles (aéroport municipal d'Hawthorne (en)) Colorado - Broomfield (Rocky Mountain Metropolitan Airport (en), zone métropolitaine Denver-Aurora) Floride - Fort Lauderdale (aéroport international de Fort Lauderdale-Hollywood), Orlando Georgie - Atlanta (DeKalb-Peachtree Airport (en)) | Illinois - Chicago (aéroport international Midway de Chicago) Maryland - Baltimore (aéroport international Thurgood Marshall de Baltimore-Washington) Nebraska - Omaha (aéroport Eppley d'Omaha) New York - Farmingdale (Republic Airport (en), Grand New York) |